# Шербенешть (Рочу, Арджеш)
Шербенешть, Шербенешті (рум. Șerbănești) — село у повіті Арджеш в Румунії. Входить до складу комуни Рочу.
Село розташоване на відстані 91 км на захід від Бухареста, 22 км на південний схід від Пітешть, 101 км на північний схід від Крайови, 118 км на південний захід від Брашова.

## Населення
За даними перепису населення 2002 року у селі проживали 1088 осіб, усі — румуни. Усі жителі села рідною мовою назвали румунську.